# 스크라파르현

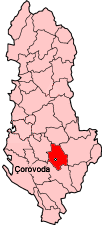
스크라파르 현의 위치

스크라파르현(알바니아어: Rrethi i Skraparit)은 알바니아를 구성하는 36개 현 가운데 하나로, 현청 소재지는 초로보더이며 면적은 775km2, 인구는 30,000명(2004년 기준)이다. 행정 구역상으로는 베라트 주에 속한다.